# Will Scarlet Mine
Die Will Scarlet Mine ist ein ehemaliger Kohle-Tagebau bei Carrier Mills, Illinois, USA. Zeitweise galt er als der am schlimmsten durch Säure verseuchte Tagebau der gesamten USA, nach einem aufwändigen Renaturierungsprojekt in den 1980ern gilt er mittlerweile als bekanntes Vorzeigeobjekt für erfolgreiche Renaturierung, der eine große Brutpopulation von Kanadagänsen beherbergt und als Winterquartier für tausende Gänse, Enten und andere Wasservögel dient.
1967 begann Peabody Coal Company, die ablaufenden 3,5 Millionen Gallonen übersäuerten Wassers zu behandeln, die täglich abgepumpt wurden. Anfang der 1980er Jahre kam die Firma zu dem Schluss, dass dies ein dauerndes Problem darstelle, sofern es nicht gelang, das Gelände an sich wieder in einen stabilen Zustand zu versetzen. Zusammen mit dem Southern Illinois University Cooperative Wildlife Research Laboratory schüttete die Firma knapp 100.000 Tonnen Kalk, Klärschlamm und Gestein in den Tagebau, um die Säure zu neutralisieren und das Gelände geologisch zu stabilisieren und streute darüber etwa 4000–5000 Kilo Samen aus, um die Vegetation zu stabilisieren.
Die Mine ist nach Will Scarlet benannt, einer Figur aus der Sagenwelt um Robin Hood.